# Exacum affine
Exacum affine är en gentianaväxtart som beskrevs av Isaac Bayley Balfour. Exacum affine ingår i släktet Exacum och familjen gentianaväxter. Inga underarter finns listade i Catalogue of Life.